# Церковь Святой Богородицы (Арени)
Церковь Святой Богородицы (арм. Սուրբ Աստվածածին եկեղեցի) — армянская церковь XIV века в селе Арени, Вайоцдзорской области Армении.

## История
Церковь построена в 1321 году по заказу князя Сюника Тарсаича Орбеляна по проекту архитектора Момика. В 1840 году купол сооружения рухнул, а вместе с ним погибла часть уникальных рельефов и рисунков. Тем не менее, часть из них сохранилась в парусах. Здесь изображены символы евангелистов — ангел, орёл, крылатые бык и лев. При этом они расположены так, что их распахнутые крылья заполняют паруса, превращая плоскость в графический рисунок.

## Галерея

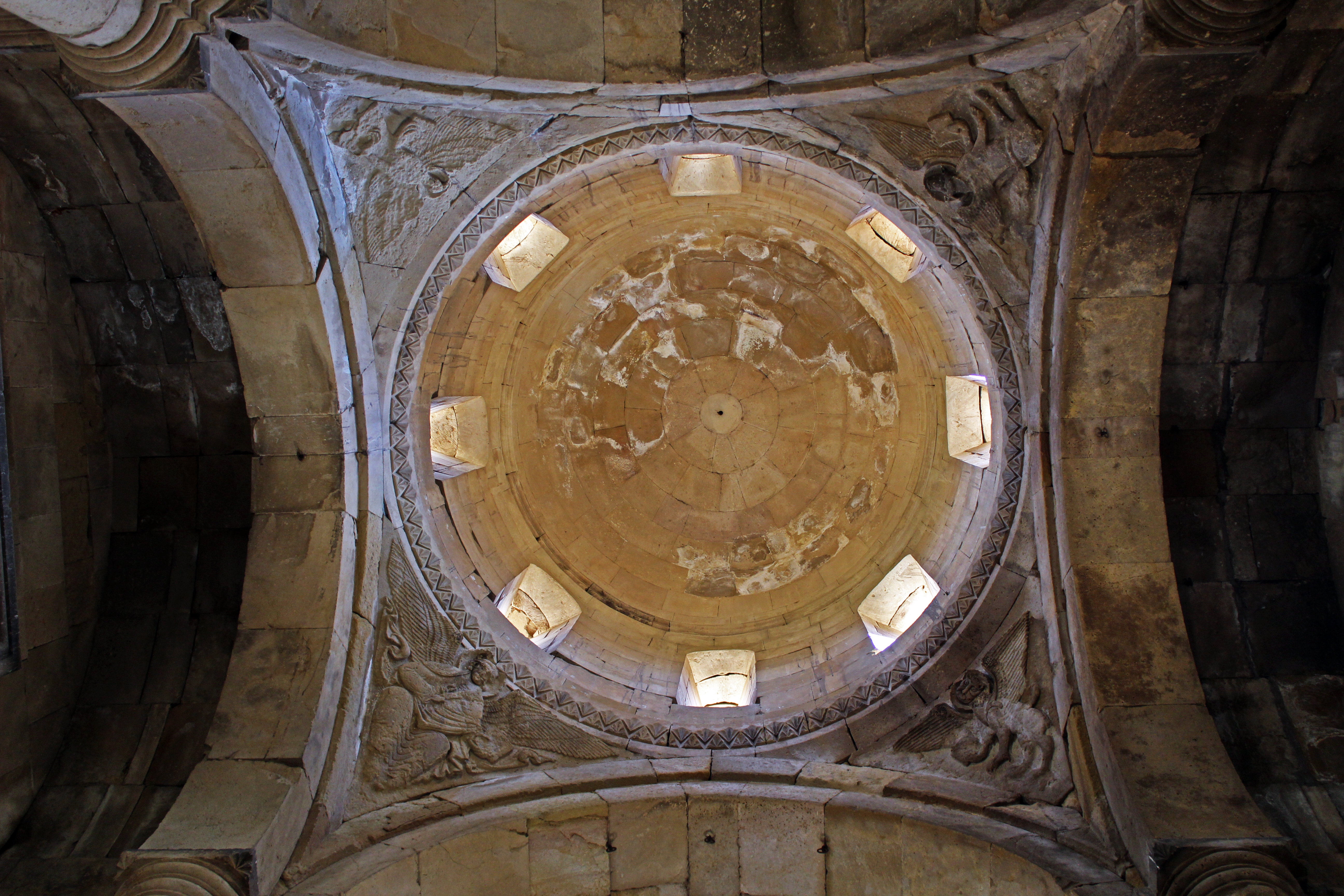
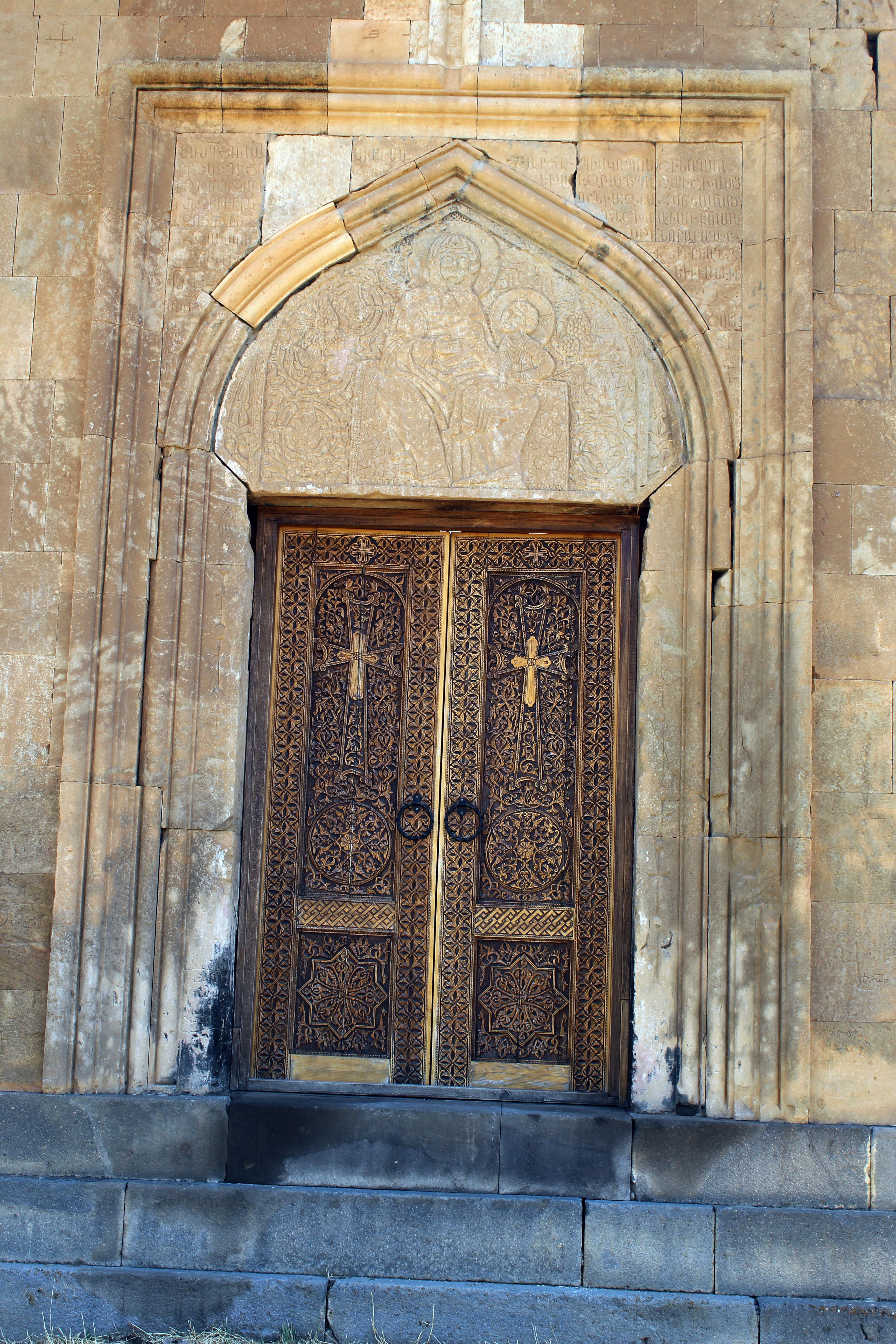
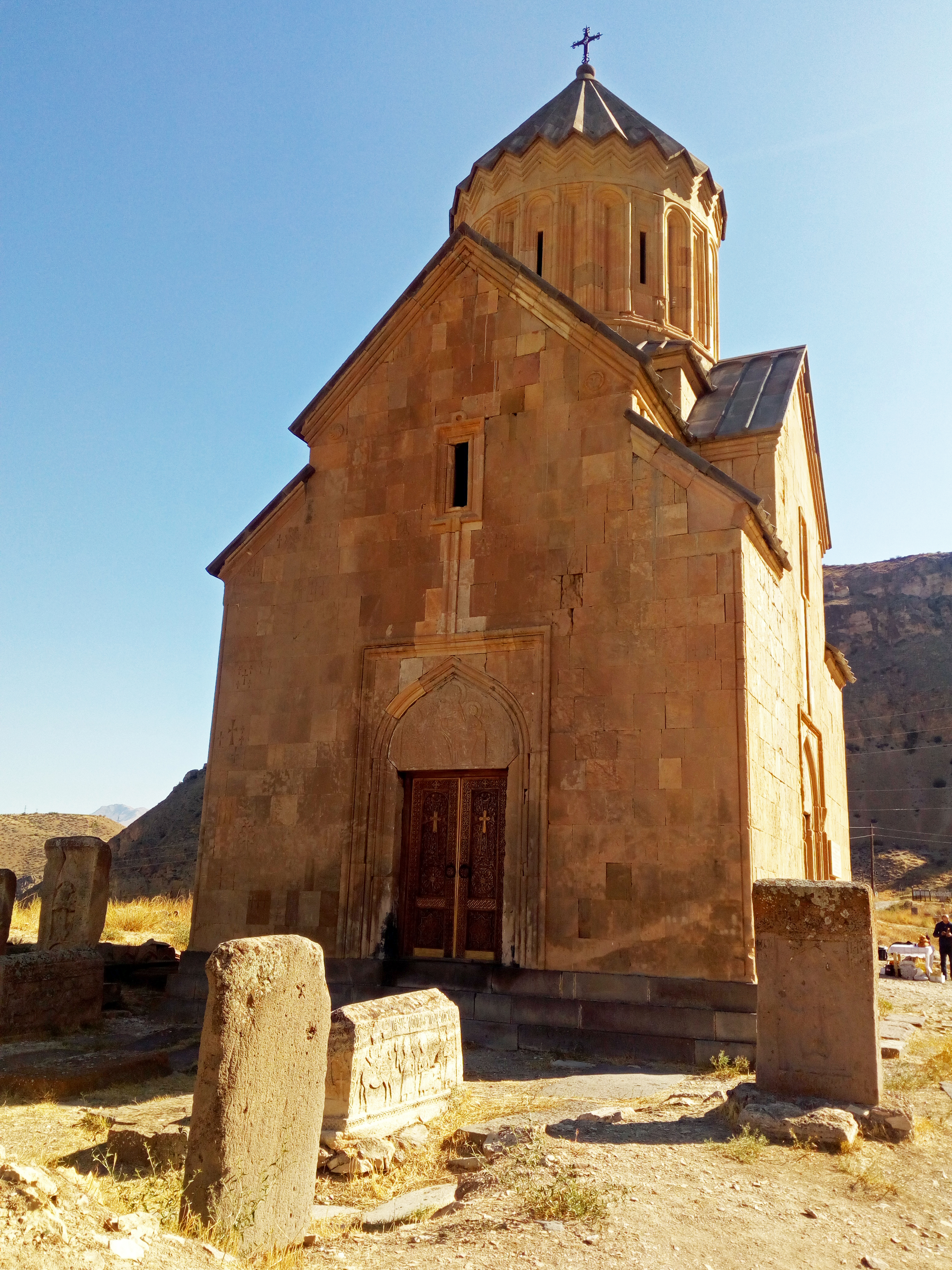
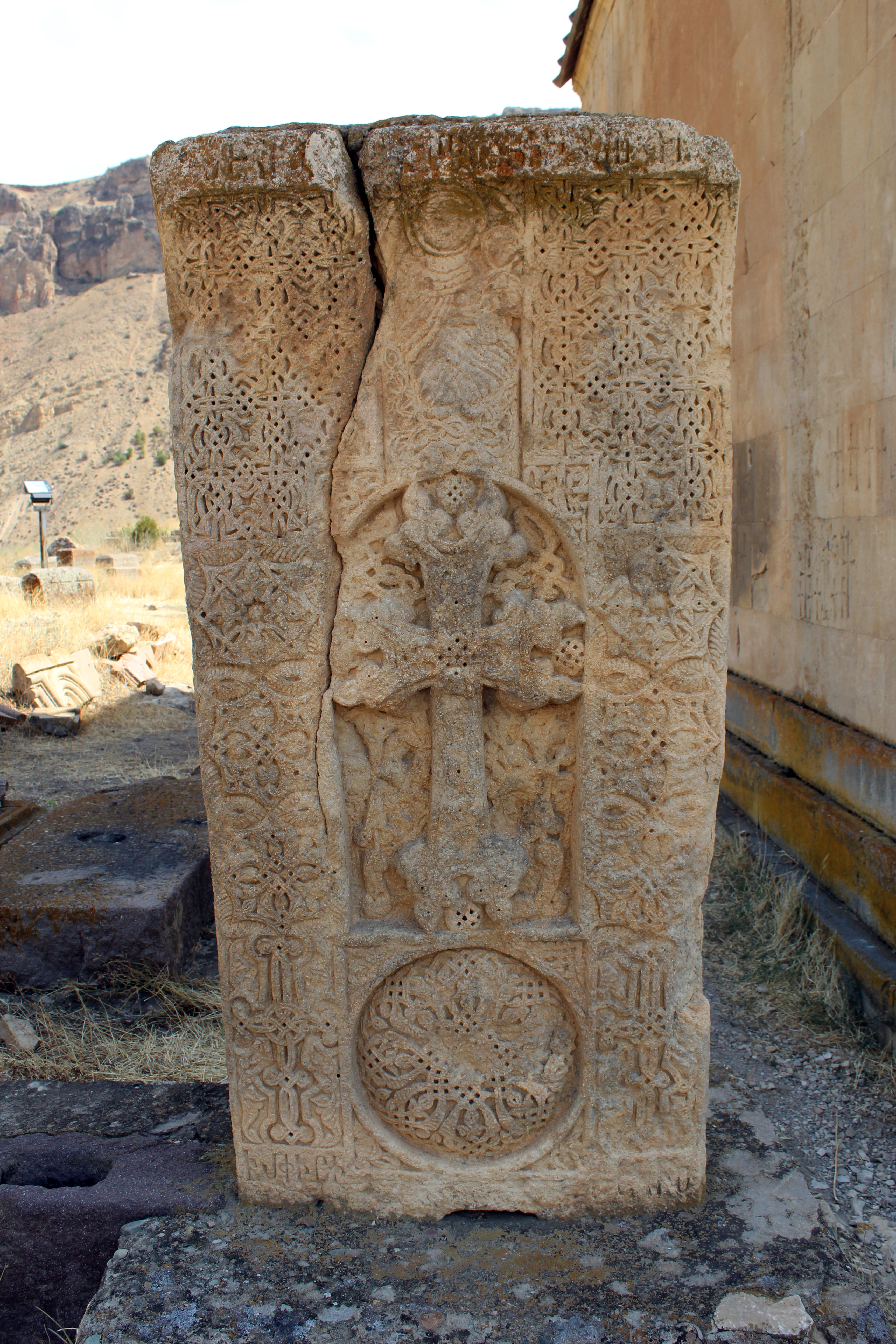